# Steve Ash
Steve Ash (* 1. März 1957 in Pittsburgh) ist ein US-amerikanischer Musiker (Piano, Komposition) des Modern Jazz.

## Leben und Wirken
Steve Ash studierte Musik an der Indiana University, an der er den Bachelor in Jazzpiano erwarb. Seit den 1980er-Jahren ist er in New York City tätig, wo er Engagements in Jazzclubs wie dem Rainbow Room, Windows on the World und dem Smoke hatte. 1982 entstanden erste Aufnahmen mit Stan Rubin (Back on Campus, Vol. 1); weiterhin spielte er mit Frank Wess, Jon Hendricks, Jimmy Cobb, Louis Hayes, Eddie Harris, Warren Vaché (Jazzfestival Bern 2001), Harry Allen, Chris Connor, Annie Ross, Mel Lewis, Vernell Fournier und Doc Cheatham. Mit Unterstützung des Kennedy Center und des State Department tourte er im Rahmen der Jazz Ambassadors 2004 in Westafrika und Frankreich. Unter eigenem Namen legte er die Alben Once I Loved und Everything I Love vor. Des Weiteren wirkte er als Musiker in dem Spielfilm Spuren eines Lebens (2007) mit, in dem er Claire Danes im Song „Time After Time“ begleitete; zu hören war er auch im Filmsoundtrack mit dem Pianosolo „Pretend“. Im Bereich des Jazz war er zwischen 1982 und 2017 an 14 Aufnahmesessions beteiligt, u. a. auch mit Neal Miner, Danny D’Imperio, Barbara Lea & Loren Schoenberg, Danny Barrett und Marty Elkins. Gegenwärtig spielt er in den Bands von Hendrik Meurkens, Carlos Abadie, Bruce Harris und Philip Harper.